# Striga ellenbergeri
Striga ellenbergeri är en snyltrotsväxtart som beskrevs av A. Raynal-roques. Striga ellenbergeri ingår i släktet Striga och familjen snyltrotsväxter. Inga underarter finns listade i Catalogue of Life.